# Joachim Rottmann
Joachim Rottmann (* 22. Oktober 1925 in Kassel; † 11. November 2014) war ein deutscher Jurist. Er war von 1971 bis 1983 Richter des Bundesverfassungsgerichts.

## Leben
Nach seiner juristischen Ausbildung wurde Rottmann zunächst von 1954 bis 1959 als Beamter in der Polizeiverwaltung von Berlin und beim Senator für Justiz des Landes Berlin als Regierungsrat und Oberregierungsrat und im Nebenamt als Wissenschaftlicher Assistent am Institut für Staatslehre, Staatsrecht und Verwaltungsrecht an der Freien Universität Berlin tätig. Von 1959 bis 1969 war er Beamter im Bundesverteidigungsministerium. 1969 folgte ein Wechsel in das Bundesinnenministerium, dem er vor seiner Ernennung zum Richter des Bundesverfassungsgerichts als Ministerialdirektor angehörte.
Daneben war Rottmann von 1965 bis 1973 als Lehrbeauftragter an den Universitäten Bonn und Gießen tätig. In Gießen nahm er im Jahr 1983 eine Tätigkeit als Honorarprofessor auf.
Nach seiner Ernennung zum Richter des Bundesverfassungsgerichts bis zu seinem Eintritt in den Ruhestand gehörte Rottmann dem Zweiten Senat des Gerichts an. Er galt als liberal, politisch der sozialliberalen Koalition nahestehend.
Im Rahmen um die Entscheidung des Bundesverfassungsgerichts über den Grundlagenvertrag zweifelte Bayern zweimal die Unparteilichkeit Rottmanns an. Der erste Antrag wurde von den anderen Richter des zweiten Senats abgelehnt auf den zweiten jedoch am 31. Juli 1973 Rottmanns Befangenheit festgestellt. Die Entscheidung
wurde von der Mehrheit mit vollständig von der vorherigen Entscheidung in der Frage von Rottmanns Befangenheit abweichenden Erwägungen und an der Grenze zwischen konservativen und sozialliberalen Richtern mit 4:3 entschieden.
Einer breiten Öffentlichkeit bekannt wurde Rottmann durch sein abweichendes Votum zu der Entscheidung des Bundesverfassungsgerichts vom 16. Februar 1983, mit der die Auflösung des Deutschen Bundestages durch Bundespräsident Karl Carstens und die Anberaumung der Bundestagswahl 1983 gebilligt wurden.
Rottmann erhielt am 17. November 1983 für seine Verdienste um Staat und Volk das Große Verdienstkreuz mit Stern und Schulterband des Verdienstordens der Bundesrepublik Deutschland.